# Helena González Fernández
Helena González Fernández (Santo André de Comesaña, Pontevedra; 11 de marzo de 1967) es profesora titular de literatura gallega y directora de ADHUC-Centre de Recerca Teoria, Gènere, Sexualitat (antes Centre Dona i Literatura) en la Universidad de Barcelona.

## Trayectoria
Se doctoró en 1999 en dicha universidad con la tesis Mulleres atravesadas por unha patria. Poesía galega de mulleres entre 1975 e 1997. Su investigación se centra en la crítica literaria feminista, la cultura popular y la teoría de las emociones. Publicó artículos y capítulos de libro sobre cultura gallega (Rosalía de Castro, Manuel Antonio, Luís Seoane, Xohana Torres, María Mariño, Ana Romaní, Chus Pato, Margarita Ledo, Teresa Moure, María Reimóndez), autoras brasileñas (Carol Bensimon, Hilda Hilst), y las escritoras-testimonio de la represión franquista y nazi (Mercedes Núñez, entre otras). 
Entre sus trabajos recientes destacan Elas e o paraugas totalizador.Escritoras, xénero e nación (Xerais, 2005), y su colaboración en el libro Escrita e mulleres. Doce ensaios aorredor de Virginia Woolf (Sotelo Blanco, 2003), coordinado por Belén Fortes, el Diccionario da Literatura Galega (4 vols., Galaxia, 1996-2002), dirigido por Dolores Vilavedra, y la edición de una antología trilingüe (gallego-español-inglés) de la poesía gallega de los años 90, A tribo das baleas (Xerais, 2001).
Formó parte del consejo de redacción del Anuario Grial de Estudos Literarios Galegos y fue codirectora de Lectora: revista de dones i textualitat . Colaboró en el Diario Cultural de la Radio Galega y publicó crítica de poesía en la revista Grial. Ha formado parte del consejo editorial de la colección Ablativo Absoluto de Ediciones Xerais. Es académica correspondiente de la Real Academia Gallega.

## Obra en gallego

### Ensayo
- Luís Seoane. Vida e obra. Vigo: Galaxia, 1994.
- Mulleres atravesadas por unha patria: poesía gallega de mujer entre 1975 y 1997, 1999, Universitat de Barcelona.
- Elas e o paraugas totalizador. Escritoras, xénero e nación. Vigo: Xerais, 2005.

### Obras colectivas y artículos
- Dicionario da literatura galega. I. Autores, Galaxia, 1995.
- Dicionario da literatura galega. II. Publicaciones periódicas, Galaxia, 1997.
- Rías de tinta: literatura de mulleres en francés, galego e italiano. Barcelona, Ediciones de la Universitat de Barcelona, 1999.
- Dicionario da literatura gallega. III. Obras, Galaxia, 2000.
- Profesor Basilio Losada: enseñar a pensar con libertad y riesgo. Barcelona: Edicions de lana Universitat, 2000. Coeditora.
- "Galícia, o com subjectivar la diferència". Álvaro Cunqueiro y las amistades catalanas. Eds. Jordi Cerdà, Víctor Martínez-Gil y La regí Vega. Sada: Edicións do Castro, 2003. 107-132.
- "Mulleres e ficción en Galicia ou a necesidade de superar os estados carenciais". Escrita e mulleres. Doce ensaios arredor de Virginia Woolf. Coord. Belén Fuertes. Santiago de Compostela: Sotelo Blanco, 2003. 45-60.
- "La intelectualidad gallega en Cataluña como mediadora entre Salvador Espriu y Galicia: noticias y traducciones". Sí de nou voleu passar. I Simposi Internacional Salvador Espriu. Eds. Víctor Martínez-Gil i Laia Noguera. Barcelona: Abadia de Montserrat, 2005. 249-278.
- "A poesía no sifate de 2004". Anuario de Estudios Literarios Galegos 2004 (2005): 152-159.
- "Anatomía de 'tanta visibilidad' de las mujeres en la literatura". Madrygal. Revista de Estudios Gallegos 9 (2006): 69-72.
- "Medea y Xasón baixo o signo de Sísifo. Roles de xénero e desexo desmesurado fronte a lei do pai". Palabra e acción. A obra de Manuel Lourenzo no sistema teatral galego. Edición de Roberto Pascual. Lugo: Tris Tram, 2006. 151-172.
- "A poesía no sifate de 2005 e o limiar estético". Anuario de Estudos Literarios Galegos 2005 (2006): 174-180.
- Do sentimento á conciencia de Galicia: correspondencia, 1961-1984, de Ramón Piñeiro y Basilio Losada. Vigo: Galaxia, 2009. Edición con María Xesús Lama.
- "La comunidad sin héroes, o cuando la vindicación artella la nación", 2010. Festa da Palabra Silenciada, 26, 14-25. Ejemplar dedicado a: «Actualizar a Rosalía».

### Traducciones
- Capital del dolor, de Paul Éluard. La Coruña: Espiral Maior, 1997. Con Laurence Brault.
- Mil cretinos, de Quim Monzó. Vigo: Xerais, 2008.

### Ediciones
- Unha lectura de 'Códice calixtino', de Luz Pozo Garza. Vigo: Xerais, 1997.
- De catro a catro, de Manuel Antonio. Vigo: Galaxia, 1998.
- Upalás, antología poética del Grupo Rompente. Vigo: Xerais, 1998. Con Iris Cochón.
- A tribo das baleas. Poetas de arestora =Antología de la poesía gallega última= An Anthology of the Latest Galician Poetry. Vigo: Xerais, 2001.
- Edición y estudio introdutorio de Más allá del tiempo. O libro inédito de 1965, de María Marino. Santiago de Compostela: Alvarellos, 2007.

## Obra en castellano
- "Los poetas y las poéticas desde la posguerra hasta hoy: «¡Yo también navegar!»", pp. 196-218 en Breve historia feminista de la literatura española (en lengua catalana, gallega y vasca), vol. VI, 2000.
- "Ulises, Hamlet, Lear y Dracull, entre otros bocetos". Hombres escritos por mujeres. Eds. Àngels Carabí i Marta Segarra. Barcelona: Icaria, col. Mujeres y Culturas, 2003. 155-172.
- "Poeróticas femeninas o el regreso a lo natural, lo rural y lo salvaje de Olga Novo ". Los hábitos del deseo. Formas de amar en lana modernidad. Eds. Carme Riera, Meri Achicharras, Isabel Clúa, Palo Pitarch. València: ExCultura, 2005. 347-351.
- "Especulaciones sobre el deseo: cuerpos venéreos, disconformes y fragmentados". Políticas del deseo. Literatura y cine. Ed. Marta Segarra. Barcelona: Icaria, col. Mujeres y Culturas, 2007. 169-189.
- Palabras extremas: escritoras gallegas e irlandesas de hoy. Oleiros: Netbiblo, 2008. Con Manuela Palacios.